# Línea 2 (Urbanos de Getafe)
La línea 2 de la red de autobuses urbanos de Getafe une Arroyo Culebro con el Ambulatorio de Los Ángeles.

## Características
La línea se encarga de conectar Arroyo Culebro y el Sector III de Getafe con los diferentes barrios periféricos del centro de Getafe, con el Hospital de Getafe, con la estación de Getafe Central y con la Universidad Carlos III de Madrid. En resumen, la línea da servicio a los barrios de Sector III, San Isidro, Getafe Centro, Las Margaritas y Juan de la Cierva.
La línea circula exclusivamente por el término municipal de Getafe. Como bien se expresa en la numeración interna del CRTM, recibe el número 2065. El primer dígito corresponde a la línea, en este caso la línea 2. Y los últimos tres dígitos corresponden al municipio por el que circula, en este caso 065 corresponde al municipio de Getafe.
La línea no mantiene los mismos horarios todo el año, del 1 al 31 de agosto se reducen el número de expediciones de lunes a sábados laborables (domingos y festivos tienen los mismos horarios todo el año), además de los días excepcionales vísperas de festivo y festivos de Navidad en los que los horarios también cambian y se reducen.
La línea está operada por Avanza Movilidad Integral mediante la concesión administrativa VCM-402 - Madrid – Getafe – Alcorcón (Viajeros Comunidad de Madrid) del Consorcio Regional de Transportes de Madrid.

## Horarios

### 1 septiembre - 31 julio
| Lunes a viernes laborables   |                              |                              |                              |                              |                              |                              |                              |                              |                              |                              |                              |                              |                              |                              |                              |                              |                              |                              |                              |                              |                              |                              |                              |                              |                              |                              |                              |                              |                              |                              |                              |                              |                              |                              |
| Arroyo Culebro > Ambulatorio | Arroyo Culebro > Ambulatorio | Arroyo Culebro > Ambulatorio | Arroyo Culebro > Ambulatorio | Arroyo Culebro > Ambulatorio | Arroyo Culebro > Ambulatorio | Arroyo Culebro > Ambulatorio | Arroyo Culebro > Ambulatorio | Arroyo Culebro > Ambulatorio | Arroyo Culebro > Ambulatorio | Arroyo Culebro > Ambulatorio | Arroyo Culebro > Ambulatorio | Arroyo Culebro > Ambulatorio | Arroyo Culebro > Ambulatorio | Arroyo Culebro > Ambulatorio | Arroyo Culebro > Ambulatorio | Arroyo Culebro > Ambulatorio | Ambulatorio > Arroyo Culebro | Ambulatorio > Arroyo Culebro | Ambulatorio > Arroyo Culebro | Ambulatorio > Arroyo Culebro | Ambulatorio > Arroyo Culebro | Ambulatorio > Arroyo Culebro | Ambulatorio > Arroyo Culebro | Ambulatorio > Arroyo Culebro | Ambulatorio > Arroyo Culebro | Ambulatorio > Arroyo Culebro | Ambulatorio > Arroyo Culebro | Ambulatorio > Arroyo Culebro | Ambulatorio > Arroyo Culebro | Ambulatorio > Arroyo Culebro | Ambulatorio > Arroyo Culebro | Ambulatorio > Arroyo Culebro | Ambulatorio > Arroyo Culebro | Ambulatorio > Arroyo Culebro |
| 06                           | 07                           | 08                           | 09                           | 10                           | 11                           | 12                           | 13                           | 14                           | 15                           | 16                           | 17                           | 18                           | 19                           | 20                           | 21                           | 22                           | 06                           | 07                           | 08                           | 09                           | 10                           | 11                           | 12                           | 13                           | 14                           | 15                           | 16                           | 17                           | 18                           | 19                           | 20                           | 21                           | 22                           | 23                           |
| 00 23 46                     | 09 32 55                     | 18 41                        | 04 27 50                     | 13 36 59                     | 22 45                        | 03 21 39 57                  | 15 33 51                     | 09 27 45                     | 03 21 39 57                  | 15 33 51                     | 09 27 45                     | 03 21 39 57                  | 15 33 51                     | 09 27 45                     | 03 21 40                     | 00 25 55                     | 46                           | 09 32 55                     | 18 41                        | 04 27 50                     | 13 36 59                     | 22 45                        | 08 30 48                     | 06 24 42                     | 00 18 36 54                  | 12 30 48                     | 06 24 42                     | 00 18 36 54                  | 12 30 48                     | 06 24 42                     | 00 18 36 54                  | 12 30 48                     | 06 25 45                     | 10 40                        |
| Sábados laborables           |                              |                              |                              |                              |                              |                              |                              |                              |                              |                              |                              |                              |                              |                              |                              |                              |                              |                              |                              |                              |                              |                              |                              |                              |                              |                              |                              |                              |                              |                              |                              |                              |                              |                              |
| Arroyo Culebro > Ambulatorio | Arroyo Culebro > Ambulatorio | Arroyo Culebro > Ambulatorio | Arroyo Culebro > Ambulatorio | Arroyo Culebro > Ambulatorio | Arroyo Culebro > Ambulatorio | Arroyo Culebro > Ambulatorio | Arroyo Culebro > Ambulatorio | Arroyo Culebro > Ambulatorio | Arroyo Culebro > Ambulatorio | Arroyo Culebro > Ambulatorio | Arroyo Culebro > Ambulatorio | Arroyo Culebro > Ambulatorio | Arroyo Culebro > Ambulatorio | Arroyo Culebro > Ambulatorio | Arroyo Culebro > Ambulatorio | Arroyo Culebro > Ambulatorio | Ambulatorio > Arroyo Culebro | Ambulatorio > Arroyo Culebro | Ambulatorio > Arroyo Culebro | Ambulatorio > Arroyo Culebro | Ambulatorio > Arroyo Culebro | Ambulatorio > Arroyo Culebro | Ambulatorio > Arroyo Culebro | Ambulatorio > Arroyo Culebro | Ambulatorio > Arroyo Culebro | Ambulatorio > Arroyo Culebro | Ambulatorio > Arroyo Culebro | Ambulatorio > Arroyo Culebro | Ambulatorio > Arroyo Culebro | Ambulatorio > Arroyo Culebro | Ambulatorio > Arroyo Culebro | Ambulatorio > Arroyo Culebro | Ambulatorio > Arroyo Culebro | Ambulatorio > Arroyo Culebro |
| 06                           | 07                           | 08                           | 09                           | 10                           | 11                           | 12                           | 13                           | 14                           | 15                           | 16                           | 17                           | 18                           | 19                           | 20                           | 21                           | 22                           | 06                           | 07                           | 08                           | 09                           | 10                           | 11                           | 12                           | 13                           | 14                           | 15                           | 16                           | 17                           | 18                           | 19                           | 20                           | 21                           | 22                           | 23                           |
| 20 46                        | 12 38                        | 04 30 56                     | 22 48                        | 14 40                        | 06 32 58                     | 24 50                        | 16 42                        | 08 34                        | 00 26 52                     | 18 44                        | 10 36                        | 02 28 54                     | 20 46                        | 12 38                        | 04 30                        | 00                           |                              | 00 26 52                     | 18 44                        | 10 36                        | 02 28 54                     | 20 46                        | 12 38                        | 04 30 56                     | 22 48                        | 14 40                        | 06 32 58                     | 24 50                        | 16 42                        | 08 34                        | 00 26 52                     | 18 44                        | 10 40                        |                              |
| Domingos y festivos          |                              |                              |                              |                              |                              |                              |                              |                              |                              |                              |                              |                              |                              |                              |                              |                              |                              |                              |                              |                              |                              |                              |                              |                              |                              |                              |                              |                              |                              |                              |                              |                              |                              |                              |
| Arroyo Culebro > Ambulatorio | Arroyo Culebro > Ambulatorio | Arroyo Culebro > Ambulatorio | Arroyo Culebro > Ambulatorio | Arroyo Culebro > Ambulatorio | Arroyo Culebro > Ambulatorio | Arroyo Culebro > Ambulatorio | Arroyo Culebro > Ambulatorio | Arroyo Culebro > Ambulatorio | Arroyo Culebro > Ambulatorio | Arroyo Culebro > Ambulatorio | Arroyo Culebro > Ambulatorio | Arroyo Culebro > Ambulatorio | Arroyo Culebro > Ambulatorio | Arroyo Culebro > Ambulatorio | Arroyo Culebro > Ambulatorio | Arroyo Culebro > Ambulatorio | Ambulatorio > Arroyo Culebro | Ambulatorio > Arroyo Culebro | Ambulatorio > Arroyo Culebro | Ambulatorio > Arroyo Culebro | Ambulatorio > Arroyo Culebro | Ambulatorio > Arroyo Culebro | Ambulatorio > Arroyo Culebro | Ambulatorio > Arroyo Culebro | Ambulatorio > Arroyo Culebro | Ambulatorio > Arroyo Culebro | Ambulatorio > Arroyo Culebro | Ambulatorio > Arroyo Culebro | Ambulatorio > Arroyo Culebro | Ambulatorio > Arroyo Culebro | Ambulatorio > Arroyo Culebro | Ambulatorio > Arroyo Culebro | Ambulatorio > Arroyo Culebro | Ambulatorio > Arroyo Culebro |
| 06                           | 07                           | 08                           | 09                           | 10                           | 11                           | 12                           | 13                           | 14                           | 15                           | 16                           | 17                           | 18                           | 19                           | 20                           | 21                           | 22                           | 06                           | 07                           | 08                           | 09                           | 10                           | 11                           | 12                           | 13                           | 14                           | 15                           | 16                           | 17                           | 18                           | 19                           | 20                           | 21                           | 22                           | 23                           |
|                              | 30                           | 10 50                        | 30                           | 10 50                        | 30                           | 10 50                        | 30                           | 10 50                        | 30                           | 10 50                        | 30                           | 10 50                        | 30                           | 10 50                        | 30                           | 10 50                        |                              |                              | 10 50                        | 30                           | 10 50                        | 30                           | 10 50                        | 30                           | 10 50                        | 30                           | 10 50                        | 30                           | 10 50                        | 30                           | 10 50                        | 30                           | 10 50                        | 30                           |

### 1 - 31 agosto
| Lunes a viernes laborables   |                              |                              |                              |                              |                              |                              |                              |                              |                              |                              |                              |                              |                              |                              |                              |                              |                              |                              |                              |                              |                              |                              |                              |                              |                              |                              |                              |                              |                              |                              |                              |                              |                              |                              |
| Arroyo Culebro > Ambulatorio | Arroyo Culebro > Ambulatorio | Arroyo Culebro > Ambulatorio | Arroyo Culebro > Ambulatorio | Arroyo Culebro > Ambulatorio | Arroyo Culebro > Ambulatorio | Arroyo Culebro > Ambulatorio | Arroyo Culebro > Ambulatorio | Arroyo Culebro > Ambulatorio | Arroyo Culebro > Ambulatorio | Arroyo Culebro > Ambulatorio | Arroyo Culebro > Ambulatorio | Arroyo Culebro > Ambulatorio | Arroyo Culebro > Ambulatorio | Arroyo Culebro > Ambulatorio | Arroyo Culebro > Ambulatorio | Arroyo Culebro > Ambulatorio | Ambulatorio > Arroyo Culebro | Ambulatorio > Arroyo Culebro | Ambulatorio > Arroyo Culebro | Ambulatorio > Arroyo Culebro | Ambulatorio > Arroyo Culebro | Ambulatorio > Arroyo Culebro | Ambulatorio > Arroyo Culebro | Ambulatorio > Arroyo Culebro | Ambulatorio > Arroyo Culebro | Ambulatorio > Arroyo Culebro | Ambulatorio > Arroyo Culebro | Ambulatorio > Arroyo Culebro | Ambulatorio > Arroyo Culebro | Ambulatorio > Arroyo Culebro | Ambulatorio > Arroyo Culebro | Ambulatorio > Arroyo Culebro | Ambulatorio > Arroyo Culebro | Ambulatorio > Arroyo Culebro |
| 06                           | 07                           | 08                           | 09                           | 10                           | 11                           | 12                           | 13                           | 14                           | 15                           | 16                           | 17                           | 18                           | 19                           | 20                           | 21                           | 22                           | 06                           | 07                           | 08                           | 09                           | 10                           | 11                           | 12                           | 13                           | 14                           | 15                           | 16                           | 17                           | 18                           | 19                           | 20                           | 21                           | 22                           | 23                           |
| 20 46                        | 12 38                        | 04 30 56                     | 22 48                        | 14 40                        | 06 32 58                     | 24 50                        | 16 42                        | 08 34                        | 00 26 52                     | 18 44                        | 10 36                        | 02 28 54                     | 20 46                        | 12 38                        | 04 30                        | 00                           |                              | 00 26 52                     | 18 44                        | 10 36                        | 02 28 54                     | 20 46                        | 12 38                        | 04 30 56                     | 22 48                        | 14 40                        | 06 32 58                     | 24 50                        | 16 42                        | 08 34                        | 00 26 52                     | 18 44                        | 10 40                        |                              |
| Sábados laborables           |                              |                              |                              |                              |                              |                              |                              |                              |                              |                              |                              |                              |                              |                              |                              |                              |                              |                              |                              |                              |                              |                              |                              |                              |                              |                              |                              |                              |                              |                              |                              |                              |                              |                              |
| Arroyo Culebro > Ambulatorio | Arroyo Culebro > Ambulatorio | Arroyo Culebro > Ambulatorio | Arroyo Culebro > Ambulatorio | Arroyo Culebro > Ambulatorio | Arroyo Culebro > Ambulatorio | Arroyo Culebro > Ambulatorio | Arroyo Culebro > Ambulatorio | Arroyo Culebro > Ambulatorio | Arroyo Culebro > Ambulatorio | Arroyo Culebro > Ambulatorio | Arroyo Culebro > Ambulatorio | Arroyo Culebro > Ambulatorio | Arroyo Culebro > Ambulatorio | Arroyo Culebro > Ambulatorio | Arroyo Culebro > Ambulatorio | Arroyo Culebro > Ambulatorio | Ambulatorio > Arroyo Culebro | Ambulatorio > Arroyo Culebro | Ambulatorio > Arroyo Culebro | Ambulatorio > Arroyo Culebro | Ambulatorio > Arroyo Culebro | Ambulatorio > Arroyo Culebro | Ambulatorio > Arroyo Culebro | Ambulatorio > Arroyo Culebro | Ambulatorio > Arroyo Culebro | Ambulatorio > Arroyo Culebro | Ambulatorio > Arroyo Culebro | Ambulatorio > Arroyo Culebro | Ambulatorio > Arroyo Culebro | Ambulatorio > Arroyo Culebro | Ambulatorio > Arroyo Culebro | Ambulatorio > Arroyo Culebro | Ambulatorio > Arroyo Culebro | Ambulatorio > Arroyo Culebro |
| 06                           | 07                           | 08                           | 09                           | 10                           | 11                           | 12                           | 13                           | 14                           | 15                           | 16                           | 17                           | 18                           | 19                           | 20                           | 21                           | 22                           | 06                           | 07                           | 08                           | 09                           | 10                           | 11                           | 12                           | 13                           | 14                           | 15                           | 16                           | 17                           | 18                           | 19                           | 20                           | 21                           | 22                           | 23                           |
| 10 50                        | 30                           | 10 50                        | 30                           | 10 50                        | 30                           | 10 50                        | 30                           | 10 50                        | 30                           | 10 50                        | 30                           | 10 50                        | 30                           | 10 50                        | 30                           | 10 50                        | 50                           | 30                           | 10 50                        | 30                           | 10 50                        | 30                           | 10 50                        | 30                           | 10 50                        | 30                           | 10 50                        | 30                           | 10 50                        | 30                           | 10 50                        | 30                           | 10 50                        | 30                           |
| Domingos y festivos          |                              |                              |                              |                              |                              |                              |                              |                              |                              |                              |                              |                              |                              |                              |                              |                              |                              |                              |                              |                              |                              |                              |                              |                              |                              |                              |                              |                              |                              |                              |                              |                              |                              |                              |
| Arroyo Culebro > Ambulatorio | Arroyo Culebro > Ambulatorio | Arroyo Culebro > Ambulatorio | Arroyo Culebro > Ambulatorio | Arroyo Culebro > Ambulatorio | Arroyo Culebro > Ambulatorio | Arroyo Culebro > Ambulatorio | Arroyo Culebro > Ambulatorio | Arroyo Culebro > Ambulatorio | Arroyo Culebro > Ambulatorio | Arroyo Culebro > Ambulatorio | Arroyo Culebro > Ambulatorio | Arroyo Culebro > Ambulatorio | Arroyo Culebro > Ambulatorio | Arroyo Culebro > Ambulatorio | Arroyo Culebro > Ambulatorio | Arroyo Culebro > Ambulatorio | Ambulatorio > Arroyo Culebro | Ambulatorio > Arroyo Culebro | Ambulatorio > Arroyo Culebro | Ambulatorio > Arroyo Culebro | Ambulatorio > Arroyo Culebro | Ambulatorio > Arroyo Culebro | Ambulatorio > Arroyo Culebro | Ambulatorio > Arroyo Culebro | Ambulatorio > Arroyo Culebro | Ambulatorio > Arroyo Culebro | Ambulatorio > Arroyo Culebro | Ambulatorio > Arroyo Culebro | Ambulatorio > Arroyo Culebro | Ambulatorio > Arroyo Culebro | Ambulatorio > Arroyo Culebro | Ambulatorio > Arroyo Culebro | Ambulatorio > Arroyo Culebro | Ambulatorio > Arroyo Culebro |
| 06                           | 07                           | 08                           | 09                           | 10                           | 11                           | 12                           | 13                           | 14                           | 15                           | 16                           | 17                           | 18                           | 19                           | 20                           | 21                           | 22                           | 06                           | 07                           | 08                           | 09                           | 10                           | 11                           | 12                           | 13                           | 14                           | 15                           | 16                           | 17                           | 18                           | 19                           | 20                           | 21                           | 22                           | 23                           |
|                              | 30                           | 10 50                        | 30                           | 10 50                        | 30                           | 10 50                        | 30                           | 10 50                        | 30                           | 10 50                        | 30                           | 10 50                        | 30                           | 10 50                        | 30                           | 10 50                        |                              |                              | 10 50                        | 30                           | 10 50                        | 30                           | 10 50                        | 30                           | 10 50                        | 30                           | 10 50                        | 30                           | 10 50                        | 30                           | 10 50                        | 30                           | 10 50                        | 30                           |

## Recorrido y paradas

### Sentido Ambulatorio
La línea parte del paseo de Juan José Rosón. Seguidamente toma la Avenida de Juan Carlos I, en el Sector III de Getafe. Continúa hacia el norte por esta avenida, recorriendo todo el Sector III, hasta llegar al cruce con la A-42, a la cual se incorpora en dirección Madrid y abandona por la primera salida, incorporándose a la Avenida de los Reyes Católicos, la cual recorre hasta la altura de la calle de los Estudiantes, donde se vuelve a incorporar a la A-42 momentáneamente para tomar la salida 12 hacia la Calle Leganés, enlazando con el Hospital de Getafe. Por la citada calle llega hasta el Paseo de la Estación, por el cual continúa, enlazando con la estación de metro y cercanías de Getafe Central. A la altura de la avenida de Federica Montseny, gira a la derecha por esta, dando servicio al campus de la Universidad Carlos III de Madrid. En la Plaza de Victoria Kent, toma la salida hacia la Avenida de las Ciudades, la cual recorre hasta la Avenida de las Vascongadas. Finalmente gira a la derecha en esta última por la Avenida de los Ángeles, por donde continúa hasta el Ambulatorio de Los Ángeles, donde se ubica la cabecera.
| Código | Parada                                     | Común con                 | Conexiones con Metro y Cercanías |
| ------ | ------------------------------------------ | ------------------------- | -------------------------------- |
| 09937  | P.º Juan José Rosón - Est. Arroyo Culebro  | 441                       | Arroyo Culebro                   |
| 08343  | Sda. P. Charlie Rivel - Alto de La Pedriza | 441                       |                                  |
| 20446  | Av. Juan Carlos I - San Mauricio           | 441                       |                                  |
| 08344  | Av. Juan Carlos I - Apolo                  | 441                       |                                  |
| 08285  | Av. Juan Carlos I - Teseo                  | 441                       |                                  |
| 08288  | Av. Juan Carlos I - Sauces                 | 5                         |                                  |
| 08340  | Av. Juan Carlos I - Oficina Correos        | 5                         |                                  |
| 08258  | Av. Juan Carlos I - C. C. Getafe 3         | 1 441 444                 |                                  |
| 08256  | Av. Juan Carlos I - Centro Salud Mental    | 1 441 444                 |                                  |
| 08229  | Av. Reyes Católicos - Velázquez            | 444 455                   | Alonso de Mendoza                |
| 08232  | Av. Reyes Católicos - Faisán               | 444 455                   |                                  |
| 08237  | Av. Reyes Católicos - Rufino Castro        | 444 455                   |                                  |
| 09545  | Leganés - Hospital de Getafe               | 6                         |                                  |
| 08241  | Leganés - Batres                           | 3 4 6 428 447 448 450 468 |                                  |
| 19097  | Humanes - Leganés                          |                           |                                  |
| 16006  | Ferrocarril - Est. Getafe Centro           | 7 Pi1 Pi2 428 468         | Getafe Central                   |
| 16274  | P.º de la Estación - Francisco Pizarro     | 428                       |                                  |
| 16275  | P.º Estación - Magallanes                  | 428                       |                                  |
| 20431  | Av. Federica Montseny - P.º Estación       |                           |                                  |
| 08333  | Av. Ciudades - Pza. Victoria Kent          | 443                       |                                  |
| 08335  | Av. Ciudades - Centro Cívico               | 442 443                   |                                  |
| 08337  | Av. Ciudades - Sánchez Morate              |                           |                                  |
| 08326  | Av. Ciudades - Av. España                  | 488                       |                                  |
| 08246  | Av. Ciudades - Aragón                      | 488                       |                                  |
| 08244  | Av. Vascongadas - Zaragoza                 |                           |                                  |
| 08245  | Av. Los Ángeles - Ambulatorio              | 3 455                     |                                  |

### Sentido Arroyo Culebro
La línea inicia su recorrido al lado del Ambulatorio Los Ángeles, continuando dirección oeste por la Avenida de Los Ángeles hasta la altura de la Plaza de España, girando a la derecha por la Avenida de España y, seguidamente, a la izquierda por la Avenida de Don Juan de Borbón y, de nuevo, a la izquierda por la Avenida de Federica Montseny. Continúa por esta hasta tomar el paseo de la Estación y la calle Ferrocarril. Continúa girando a la derecha por el paseo de Felipe Calleja y la calle Leganés hasta la intersección con la avenida Libertad, por la cual continúa en dirección al Sector III, y llega a la Avenida de Juan Carlos I, la cual recorre hasta su cruce con el paseo de Juan José Rosón, donde gira a la derecha. Continúa por ella hasta llegar a su cabecera en Arroyo Culebro.
| Código | Parada                                    | Común con                         | Conexiones con Metro y Cercanías |
| ------ | ----------------------------------------- | --------------------------------- | -------------------------------- |
| 08245  | Av. Los Ángeles - Ambulatorio             | 3 455                             |                                  |
| 08320  | Av. Los Ángeles - Av. Aragón              | 3 455                             |                                  |
| 08128  | Av. Los Ángeles - Isaac Peral             | 3 455                             |                                  |
| 08235  | Av. España - Est. Juan de la Cierva       | 4 447 488                         | Juan de la Cierva                |
| 08239  | Av. España - Alicante                     | 4 447 488                         |                                  |
| 10812  | Av. España - Av. Ciudades                 | 4 447 488                         |                                  |
| 11195  | Av. Don Juan de Borbón - Polideportivo    | 448                               |                                  |
| 11193  | Av. Don Juan de Borbón - Av. Arces        | 448                               |                                  |
| 10806  | Av. Don Juan de Borbón - Parque           | 448                               |                                  |
| 11188  | Av. Federica Montseny - Parque            | 448                               |                                  |
| 08299  | Av. Federica Montseny - Arquitectos       | 448                               |                                  |
| 20432  | Av. Federica Montseny - P.º Estación      |                                   |                                  |
| 17477  | P.º Estación - Joan Font                  | 428                               |                                  |
| 17478  | P.º de la Estación - Terradas             | 428                               |                                  |
| 16007  | Ferrocarril - Est. Getafe Centro          | 7 Pi1 Pi2 428 468                 | Getafe Central                   |
| 08242  | Plaza Alcalde Juan Vergara - Leganés      | 3 4 6 428 447 448 450 455 462 468 |                                  |
| 20430  | Av. Libertad - Hospital de Getafe         |                                   |                                  |
| 12585  | Vda. Estudiantes - Parque Alhóndiga       | 455 462                           |                                  |
| 12586  | Av. Libertad - Parque Sector III          | 455 462                           |                                  |
| 12587  | Av. Libertad - Granate                    | 455 462                           |                                  |
| 08254  | Av. Libertad - Oro                        | 455 462                           | Alonso de Mendoza                |
| 08255  | Av. Juan Carlos I - Centro Salud Mental   | 1 441 444                         |                                  |
| 08257  | Av. Juan Carlos I - C. C. Getafe 3        | 1 441 444                         |                                  |
| 08259  | Av. Juan Carlos I - Oficina de Correos    | 5                                 |                                  |
| 08261  | Av. Juan Carlos I - Descubrimiento        | 5 441                             |                                  |
| 08262  | Av. Juan Carlos I - Fuente Antón Merlo    | 441                               |                                  |
| 08282  | P.º Juan José Rosón - Parque Municipal    | 441                               |                                  |
| 08342  | P.º Juan José Rosón - Ciencias            | 441                               |                                  |
| 09937  | P.º Juan José Rosón - Est. Arroyo Culebro | 441                               | Arroyo Culebro                   |